# Croton stipularis
Croton stipularis là một loài thực vật có hoa trong họ Đại kích. Loài này được (Müll.Arg.) G.L.Webster mô tả khoa học đầu tiên năm 1992.